# Benjamin Markarian
Pour les articles homonymes, voir Markarian.
Beniamin Egishevitch Markarian (arménien : Բենիամին Եղիշեի Մարգարյան, né le 29 novembre 1913 et mort le 29 septembre 1985 à Erevan, dit Benik Markarian, est un astronome soviétique et arménien. La chaîne de Markarian porte son nom depuis qu'il a découvert que cet ensemble de galaxies est doté d'un mouvement commun. Les galaxies de Markarian sont des galaxies actives émettant fortement dans la bande visible.